# Cryptoprymna curta
Cryptoprymna curta är en stekelart som beskrevs av Huang 1991. Cryptoprymna curta ingår i släktet Cryptoprymna och familjen puppglanssteklar. Inga underarter finns listade i Catalogue of Life.